# Лбиська
Лбиська (пол. Łbiska) — село в Польщі, у гміні Пясечно Пясечинського повіту Мазовецького воєводства.
Населення — 350 осіб (2011).
У 1975-1998 роках село належало до Варшавського воєводства.

## Демографія
Демографічна структура станом на 31 березня 2011 року:
|          | Загалом | Допрацездатний вік | Працездатний вік | Постпрацездатний вік |
| -------- | ------- | ------------------ | ---------------- | -------------------- |
| Чоловіки | 160     | 47                 | 103              | 10                   |
| Жінки    | 190     | 43                 | 110              | 37                   |
| Разом    | 350     | 90                 | 213              | 47                   |